# Partei Mensch Umwelt Tierschutz
Partei Mensch Umwelt Tierschutz (kort form Tierschutzpartei, på dansk Dyrevelfærdspartiet) er et lille tysk politisk parti, der blev stiftet i 1993.
Ved valget til Europa-Parlamentsvalget i 2014 fik partiet 1,2 procent af de tyske stemmer. Dette gav en plads i Europa-Parlamentet.